# Kommunvapen i Danmark
Ett galleri över Danmarks nuvarande kommunvapen. För kommunvapen som gällde innan kommunreformen 2007, se kommunvapen i Danmark 1970–2006. För kommunvapen som upphört att gälla redan vid kommunreformen 1970 eller ännu tidigare, se Kommunvapen i Danmark, upphörda 1970 eller tidigare.

## Region Hovedstaden

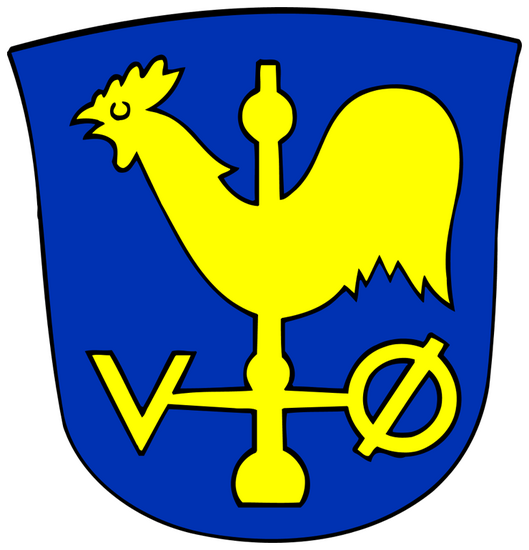
Albertslunds kommun
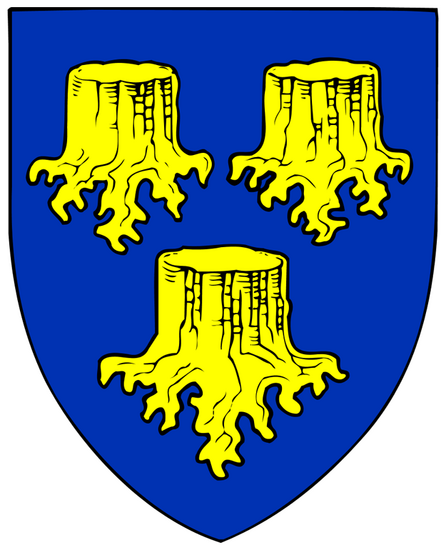
Allerøds kommun
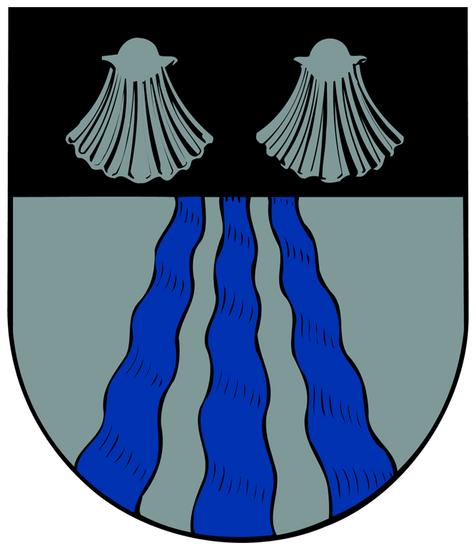
Ballerups kommun
Bornholms kommun (Bornholms regionkommun)
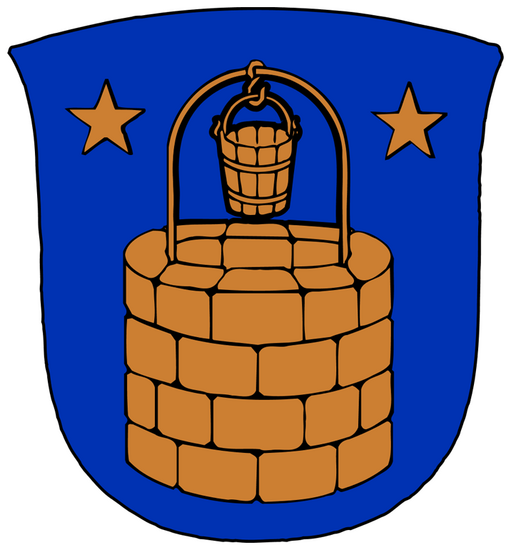
Brøndby kommun
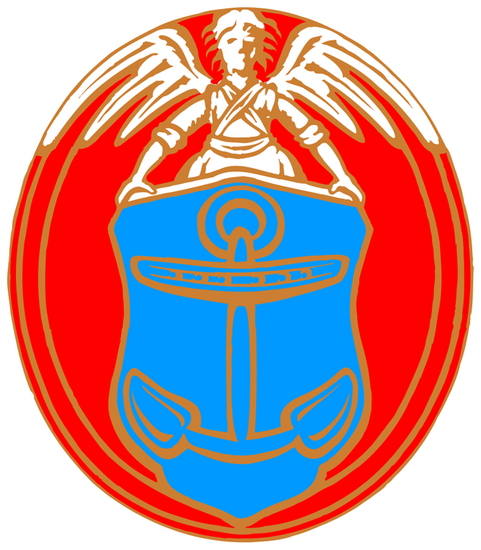
Dragørs kommun
Egedals kommun
Fredensborgs kommun
Frederiksbergs kommun
Frederikssunds kommun
Furesø kommun
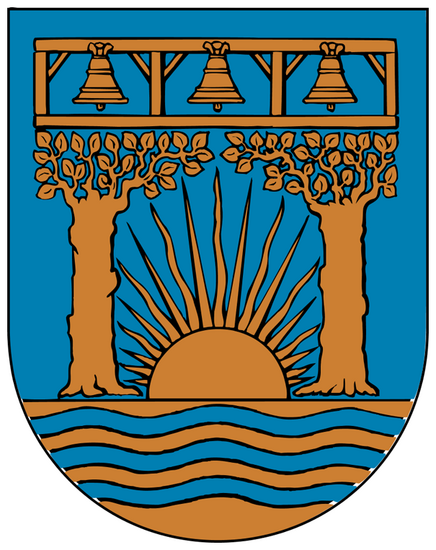
Gentofte kommun
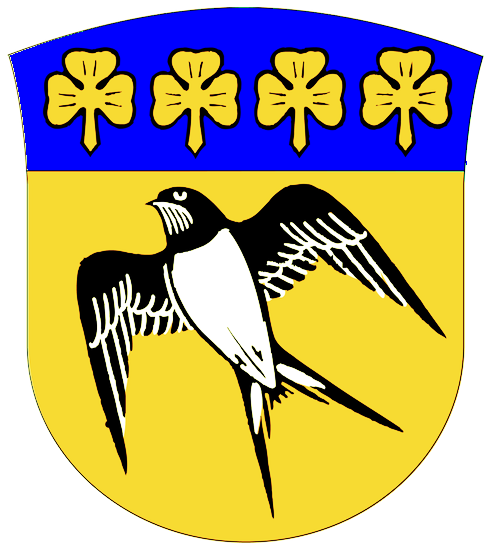
Gladsaxe kommun
Glostrups kommun
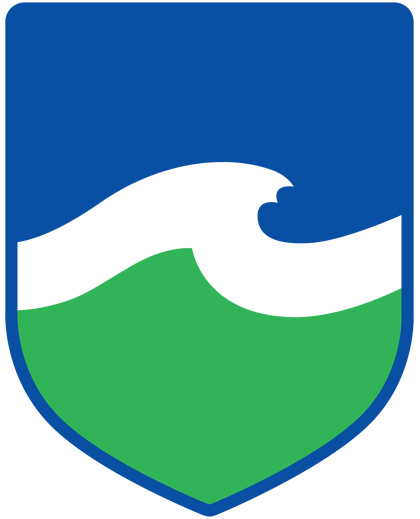
Gribskovs kommun
Halsnæs kommun
Helsingörs kommun
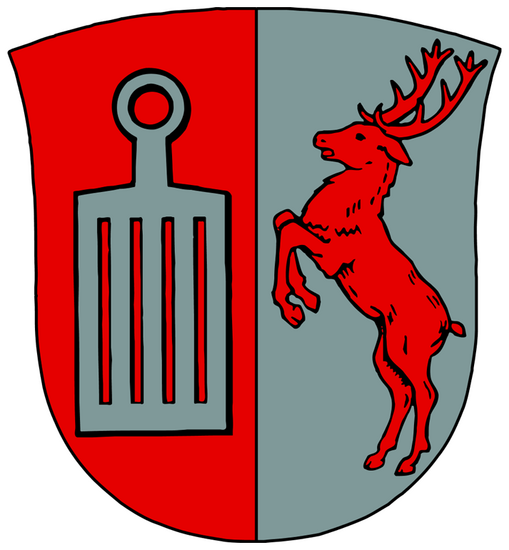
Herlevs kommun
Hillerøds kommun
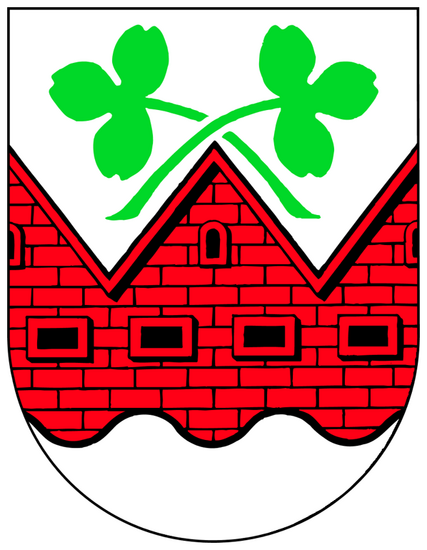
Hvidovre kommun
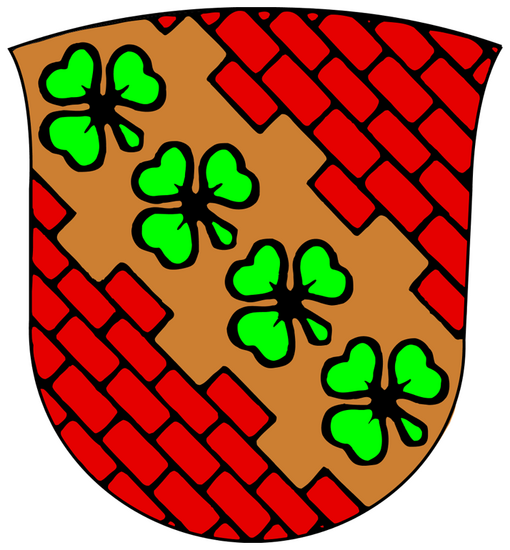
Høje-Tåstrups kommun
Hørsholms kommun
Ishøjs kommun
Köpenhamns kommun
Lyngby-Taarbæks kommun
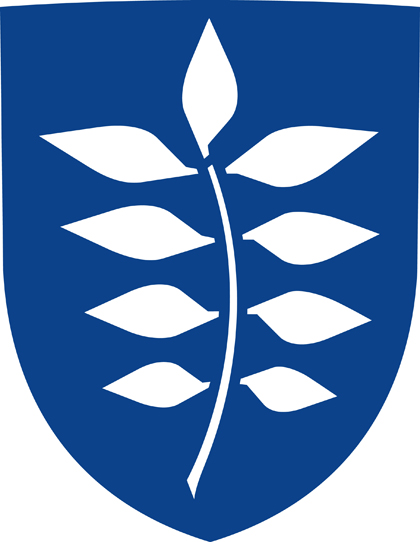
Rudersdals kommun
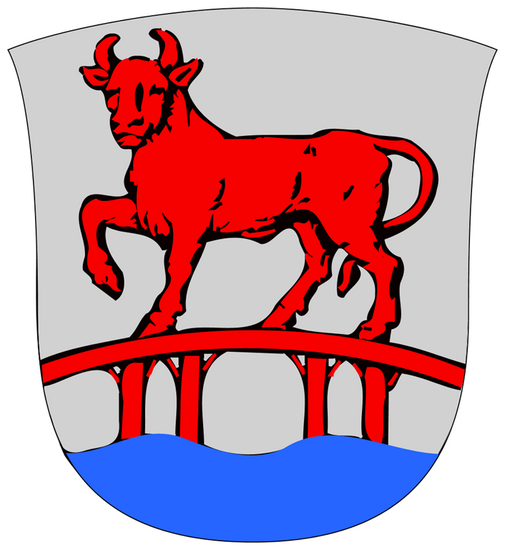
Rødovre kommun
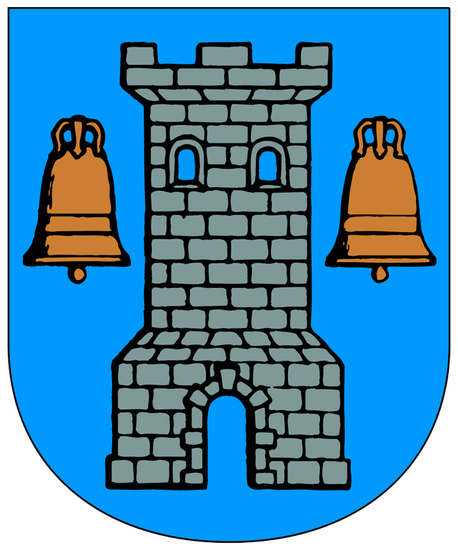
Tårnby kommun
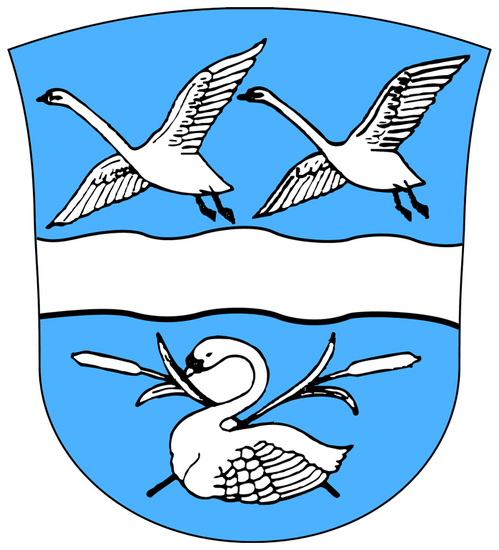
Vallensbæks kommun

## Region Midtjylland

Favrskovs kommun
Hedensteds kommun
Hernings kommun
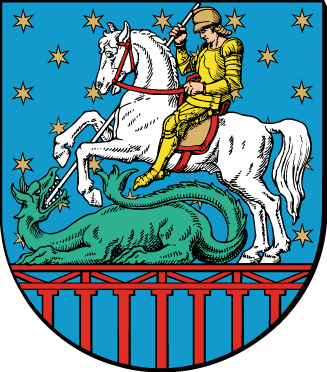
Holstebro kommun
Horsens kommun
Ikast-Brande kommun
Lemvigs kommun
Odders kommun
Randers kommun
Ringkøbing-Skjerns kommun
Samsø kommun
Silkeborgs kommun
Skanderborgs kommun
Skive kommun
Struers kommun
Syddjurs kommun
Viborgs kommun
Aarhus kommun

Norddjurs kommun saknar vapen.

## Region Nordjylland

Brønderslevs kommun
Frederikshavns kommun
Hjørrings kommun
Jammerbugts kommun
Læsø kommun har ett sigill istället för vapen[1]
Mariagerfjords kommun
Morsø kommun
Rebilds kommun
Thisteds kommun
Vesthimmerlands kommun
Aalborgs kommun

## Region Själland

Faxe kommun
Greve kommun
Guldborgsunds kommun
Holbæks kommun
Kalundborgs kommun
Køge kommun
Lejre kommun
Lollands kommun
Næstveds kommun
Odsherreds kommun
Ringsteds kommun
Roskilde kommun
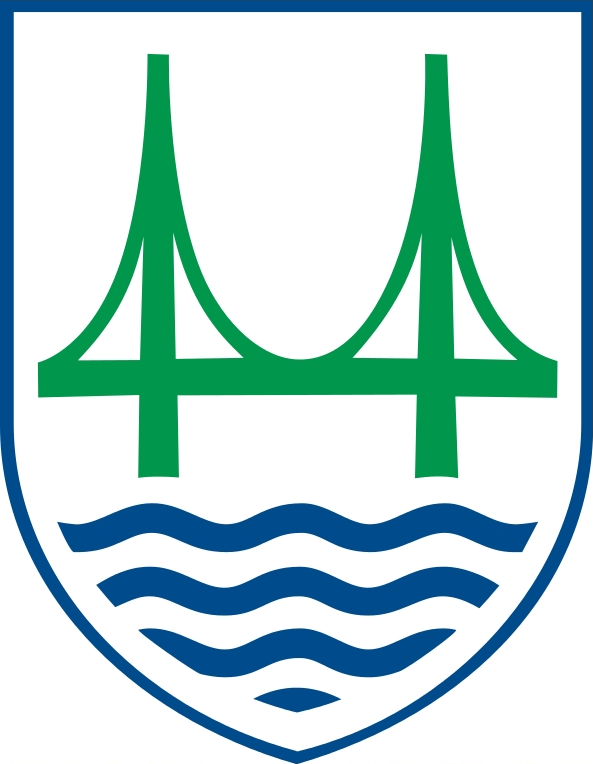
Slagelse kommun
Solrøds kommun
Sorø kommun
Stevns kommun
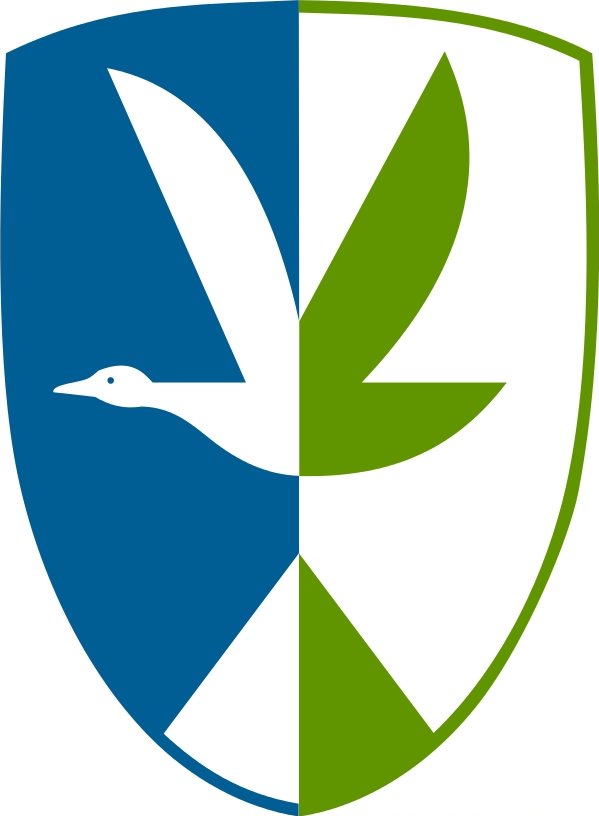
Vordingborgs kommun

## Region Syddanmark

Assens kommun
Billunds kommun
Esbjergs kommun
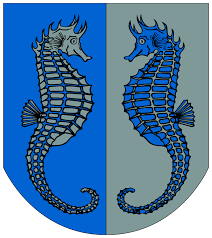
Fanø kommun
Fredericia kommun
Fåborg-Midtfyns kommun
Haderslevs kommun
Kerteminde kommun
Koldings kommun
Langelands kommun
Middelfarts kommun
Nordfyns kommun
Nyborgs kommun
Odense kommun
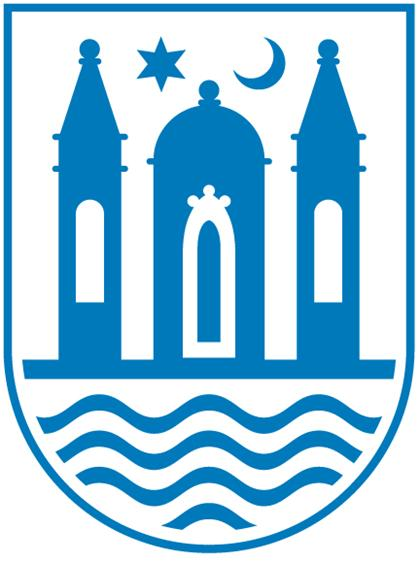
Svendborgs kommun
Sønderborgs kommun
Tønders kommun
Varde kommun
Vejens kommun
Vejle kommun
Ærø kommun
Åbenrå kommun